# Хапоэль (футбольный клуб, Кфар-Сава)
«Хапоэль» — израильский футбольный клуб из города Кфар-Сава, выступающий в чемпионате Израиля, сильнейшем по силе дивизионе Израиля. Клуб основан в 1928 году, домашние матчи проводит на стадионе «Левита», вмещающем 5 800. В Премьер-лиге Израиля клуб провёл 36 сезонов, первым из которых был сезон 1953/54, а последним 2007/08. В сезоне 1981/82 клуб добился главного достижения в своей истории став чемпионом Израиля, кроме того на счету «Хапоэля» три победы в Кубке Израиля.

## Достижения
- Чемпионат Израиля:
  - Чемпион (1): 1981/82
- Кубок Израиля:
  - Обладатель (3): 1975, 1980, 1990.
- Суперкубок Израиля:
  - Обладатель (1): 1982.
  - Финалист (3): 1975, 1980, 1990.